# Травень
«Травень» — альбом группы «Калинов Мост», записанный 21 мая 1995 года во время концерта в прямом эфире телекомпании «Свежий ветер».

## Запись альбома
В середине 1990-х годов группа «Калинов Мост» пребывала в кризисе, вызванном финансовыми неурядицами. Поэтому планы осуществить в Москве студийную запись старых лирических композиций в новых аранжировках оказалась под угрозой срыва. Однако тогдашний директор коллектива Андрей Ефремов предложил осуществить хотя бы концертную запись отрепетированной программы.
В итоге 21 мая 1995 года состоялся концерт группы в прямом эфире телекомпании «Свежий ветер». Концерт прошёл в рамках утренней программы «Живьём с Максом». В том же году альбом был выпущен компанией SNC, ранее уже издавшей несколько альбомов КМ.
В концерте не участвовал басист Андрей Щенников, вместо которого на басу играл Олег Татаренко. Партии клавишных инструментов исполнял Александр Владыкин, уже работавший с «Калиновым Мостом» во время записи альбома «Пояс Ульчи».

## Издания
Лейбл SNC Records в 1995 году осуществил издание на аудиокассетах, а в 1996 году — на компакт-дисках. В 1997 году увидело свет совместное кассетное издание SNC и Moroz Records. В 2001 году состоялось переиздание от лейбла Master Sound Records, а в 2006 году — от Real Records.

## Восприятие
Обозреватель журнала Fuzz, скрывающийся под псевдонимом А-Ку, считает, что альбом позволяет оценить эволюцию поэтического языка Дмитрия Ревякина. Также он отмечает высокое качество записи и исполнительский профессионализм участников группы. При этом, за исключением специфической («неповторимо-русской, фольклорной») манеры пения Ревякина, музыкальная часть кажется журналисту ориентированной не на фолк-рок, а на традиционный рок 1970-х годов. Так, манеру игры гитариста Василия Смоленцева он сравнивает с Эриком Клэптоном, басиста Олега Татаренко — с музыкой Карлоса Сантаны, а клавишника Александра Владыкина — с партиями Джона Лорда.

## Список композиций
1. Вернулся (Мозоли рун) (2:29)
2. Иволге петь (3:52)
3. Кроха (2:25)
4. Сберегла (3:14)
5. Оябрызгань (2:19)
6. Умолчали (4:46)
7. Радость неба (4:35)
8. Уходили из дома (3:54)
9. Улетай (4:34)
10. Плакать всерьёз (3:47)
11. Торопятся взгляды (3:25)
12. Девочка летом (3:59)
13. Надоест суета (5:01)
14. Не скучай (2:41)

Музыка и слова — Дмитрий Ревякин, кроме:
- Д. Ревякин, А. Щенников — Д. Ревякин (2)[4];
- Дж. Дж. Кейл — Д. Ревякин (12)[5];
- А. Щенников — Д. Ревякин (13)[6].

Альбом может рассматриваться как ретроспектива творческого периода группы с 1984 по 1994 годы. В его состав вошли следующие композиции:
- Песни, ранее исполненные для студийных альбомов:
  - «Улетай» («Узарень», 1991 год)[7]; «Иволге петь», «Уходили из дома»[К 1], «Плакать всерьёз» («Дарза», 1991 год)[8]; «Вернулся (Мозоли рун)», «Сберегла», «Оябрызгань», «Торопятся взгляды» («Пояс Ульчи», 1993 год)[9].
- Песни, ранее зафиксированные на плёнке только в концертных вариантах:
  - «Кроха», «Девочка летом», «Надоест суета», «Не скучай»[10][11].
- Новые песни, написанные в 1994 году:
  - «Умолчали», «Радость неба»[6].

## Участники записи
- Дмитрий Ревякин — вокал, акустическая гитара
- Василий Смоленцев — бэк-вокал, лидер-гитара
- Олег Татаренко — бас
- Александр Владыкин — клавишные
- Виктор Чаплыгин — бэк-вокал, ударные[12]